# Первомай (село)
Первомай (болг. Първомай) — село в Благоевградской области Болгарии. Входит в состав общины Петрич. Находится примерно в 7 км к западу от центра города Петрич и примерно в 67 км к югу от центра города Благоевград. По данным переписи населения 2011 года, в селе  проживало 3428 человек.

## Население
| Год     | 1956 | 1965 | 1975 | 1985 | 1992 | 2001 | 2011 |
| ------- | ---- | ---- | ---- | ---- | ---- | ---- | ---- |
| Жителей | 258  | 914  | 1557 | 2503 | 2920 | 3302 | 3428 |

| Национальность | Человек | Процент |
| -------------- | ------- | ------- |
| болгары        | 2973    | 99,77%  |
| другие         | 6       | 0,2%    |
| Всего ответов  | 2980    |         |

|  |